# Григорий Акиндин
Григорий Акиндин (на старогръцки: Γρηγόριος Ἀκίνδυνος) е византийски теолог от XIV век от български произход, участник в спора за Таворската светлина.

## Биография
Роден в македонския град Прилеп, Акиндин учи в Солун при Тома Магистър и Григорий Вриений. Става почитател на Никифор Григора след като приятелят му Валсамон му показва негов астрономически трактат в 1332 година. Акиндин му пише писмо, в което го нарича „море от мъдрост“. От Солун Акиндин смята да отиде в Света гора, но поради неизвестни причини му е отказано.
Акиндин е участник в спора за Таворската светлина между Григорий Палама и Варлаам Калабрийски през 40-те години на века. Акиндин, който е ученик на Палама, посредничи между двамата от 1337, като предупреждава Варлаам в 1340, че нападките срещу доктрината на Палама са напразни. Но от 1341 година Акиндин застава на критични позиции срещу паламизма и го отхвърля като масалианство. Така става най-големият противник на Палама след оттеглянето на Варлаам в Калабрия. Акиндин е отлъчен на Константинополския събор в 1347 и умира в изгнание, подобно на Варлаам, вероятно от чумната епидемия в 1348 година.